# Людина з Клонікавана

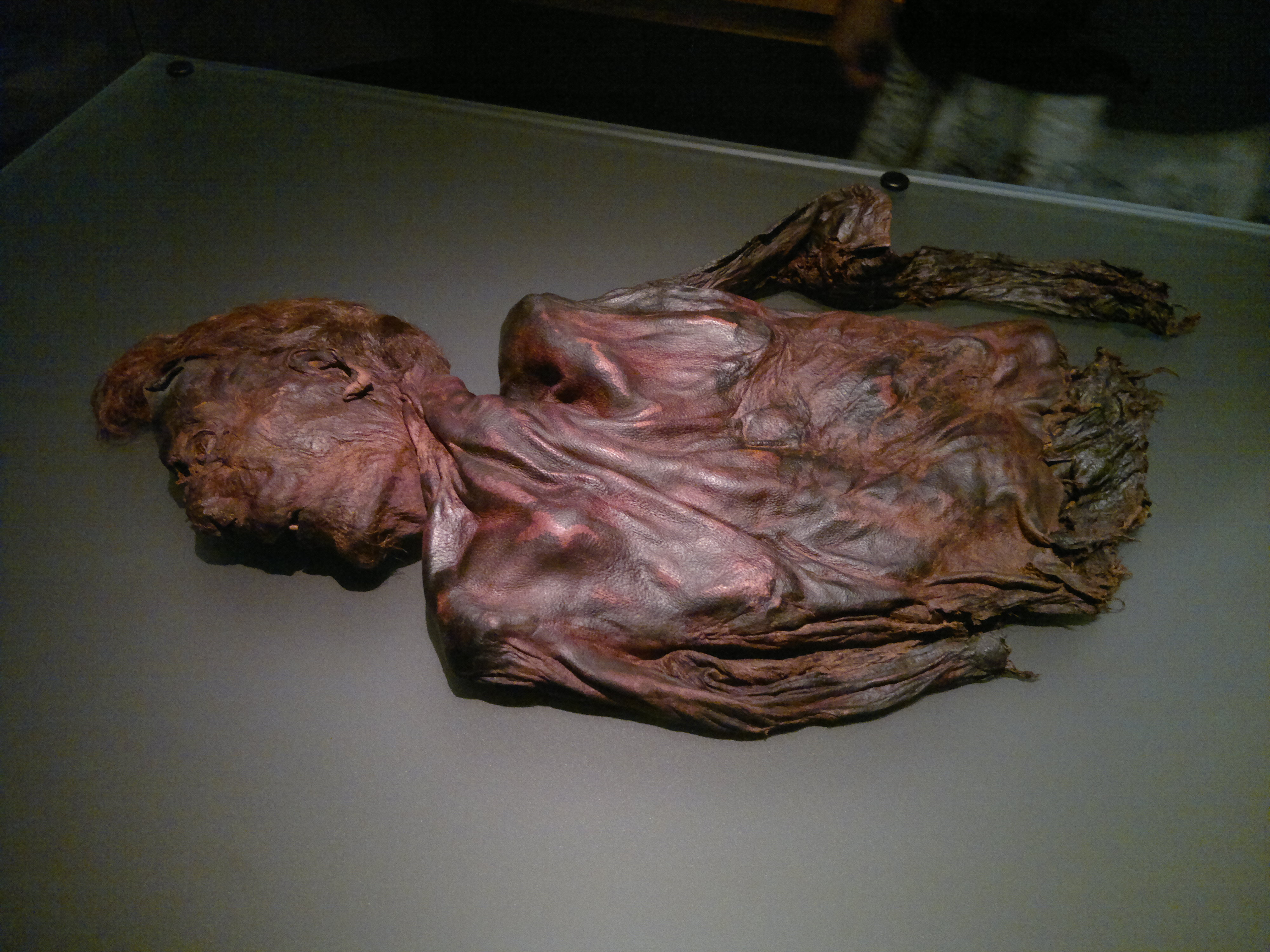
Людина з Клонікавана

Людина з Клонікавана — добре збережене тіло залізної доби, що було знайдене в Клонікавані, що в графстві Міт, Ірландія в березні 2003. Було вираховано, що зріст людини близько 1.57 метра. Особливістю тіла є "гель" у його волоссі.
Лише тулуб і верхня частина живота добре збереглися. Тіло було знайдене в торфозбиральному комбайні, через що можливо й було втрачено нижню частину тіла. Людина з клонікавана мала зламаний ніс і криві зуби. На носі помітні пори. Також людина мала тонку бороду.
Людину з Клонікавана виставлено в Національному музеї Ірландії (Дублін).